# ヘルソン州

ヘルソン州
Херсонська область

2022年ロシアのウクライナ侵攻におけるロシアによるヘルソン州占領∶
占領されていないウクライナの領土
占領から解放されたウクライナの領土
ロシアの占領地域

ヘルソン州（ヘルソンしゅう、ウクライナ語: Херсонська область ヘルソーンスィカ・オーブラスチ）はウクライナの州の一つ。ヘルソーン州とも。州都はヘルソン。2022年9月30日にロシアが併合を宣言した。

## 地理
| 母語話者（ヘルソン州） 2001 | 母語話者（ヘルソン州） 2001 | 母語話者（ヘルソン州） 2001 | 母語話者（ヘルソン州） 2001 | 母語話者（ヘルソン州） 2001 |
| --------------------------- | --------------------------- | --------------------------- | --------------------------- | --------------------------- |
|                             |                             |                             |                             |                             |
| ウクライナ語                | ウクライナ語                |                             | 67.5%                       | 67.5%                       |
| ロシア語                    | ロシア語                    |                             | 29.6%                       | 29.6%                       |

ウクライナの南部に位置しており、黒海、アゾフ海、アゾフ海の一部でクリミア半島との間に広がる腐海に面している。州内にはドニエプル川が流れている。

## 歴史
かつてはクリミア・ハン国の領土であったが、1783年にロシア帝国に併合され、ノヴォロシア県となった。1802年には同県は解体され、現在のヘルソン州のドニプロ川以北にはヘルソン県が、ドニプロ川以南にはタヴリダ県が置かれていた。
2014年ロシア軍によるクリミア侵攻では、ヘルソン州にロシア軍が進軍した。3月15日、石油資源へのテロ攻撃の可能性を封じるためとして、ロシア軍兵士約60名、ヘリコプター6機、装甲車両3台を派遣、ストリルスコエ村に入った。
2022年ロシアのウクライナ侵攻ではロシアが同州の全域制圧を宣言した。ロシア軍によって設立された暫定政権「ヘルソン州軍民行政府」長官のヴォロディミール・サルドは同年5月23日、ロシア・ルーブルをウクライナ・フリブナと並行して流通させることを発表した。
2022年9月23日から27日にかけてヘルソン州などロシア軍の占領地域においてロシアへの併合を問う住民投票が執行された。その結果、いずれの地域でも賛成が9割を超える圧倒的多数で併合が承認されたとする結果が発表され、9月29日にロシアのウラジーミル・プーチン大統領はヘルソン州を「独立国家」として承認、9月30日にはロシアへの併合を宣言し、即座に編入条約に調印した。これによりロシアはヘルソン州を自国の一部と見做すこととなったが、ウクライナ並びに西側諸国は住民投票や併合宣言の有効性を認めていない。
また併合後は、ウクライナ軍がヘルソン州の一部地域（州都ヘルソンなど）を奪還したと発表した
2023年6月6日、ドニエプル川上流のカホフカダムの破壊が深刻化し、州内で洪水が発生。多数の住宅や農地が浸水した。
2023年9月8日、ロシアによる一方的な併合宣言後、初めてとなるロシアの統一地方選挙が実施され、ロシア軍占領下のヘルソン州内でも州議会選挙の投票が行われた。

## 人口
2001年ウクライナ国勢調査によるデータ。
- 総人口：1,175,100人[9]
- 都市人口：706,200人（60%）；農村人口：468,900人（40%）[10]
- 性別人口：男性は548,500人（47%）；女性は626,600人（53%）[11]